# حروفية

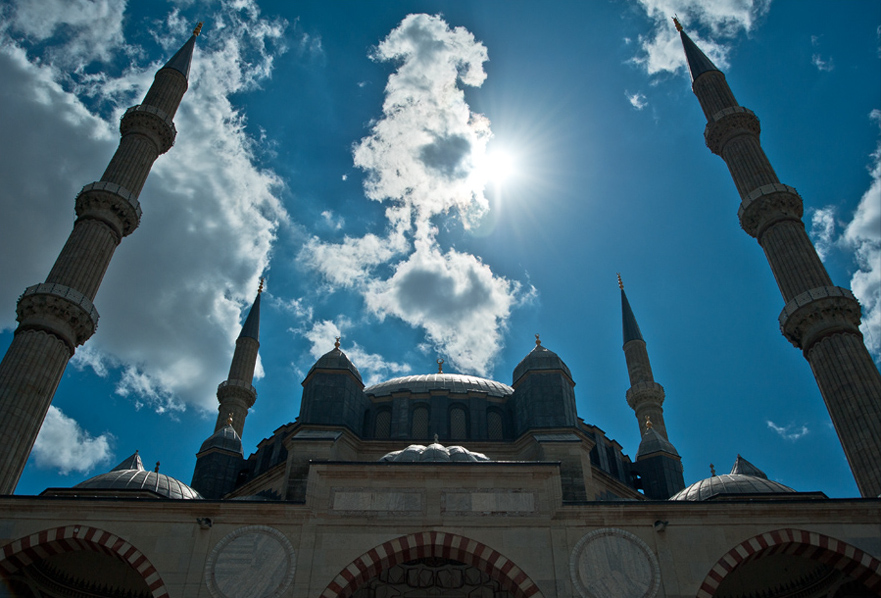

الحُرُوفيَّة هي فرقة شيعية فارسية متأثرة من الصوفية والإسماعيلية، أسسها فضل الله نعيمي الاسترآبادي.
والطائفة الحروفية تقول إن: العبادة هي اللفظ، وبه يمكن للإنسان الاتصال بالله، والمعرفة هي أيضا معرفة الألفاظ لأنه مظهر الموجودات، واللفظ لذلك مقدم على المعنى. واعتقدت الحُرُوفيَّة أيضًا أنَّ الله تمثَّل في شخص الإنسان وخاصَّةً في وجهه، وقد تجلَّى في صُورٍ مُتتابعةٍ هي صُور النُبُوَّة، فالولاية، فالأُلُوهيَّة. وقد كان الرسول مُحمَّد خاتم الأنبياء، ثُمَّ جاء من بعده الأولياء من عليٍّ بن أبي طالب إلى الحسن العسكري الإمام الحادي عشر عند الشيعة. وفضلُ الله هو آخر الأولياء، وهو الله مُجسدًا.
وقد انتشرت الحروفية في فارس وتركية، وصار الدراويش البكتاشيون من أبرز ممثليها. وبسبب بروز الفكر الحروفي عند البكتاشية، فقد جائت أكثر أخبارهم مكتوبة باللغة التركية، ومن أشهر الكتب التي اشتملت على مبادئهم: «محرم نامة» و«حقيقة نامة».

## نهاية الحُرُوفيَّة

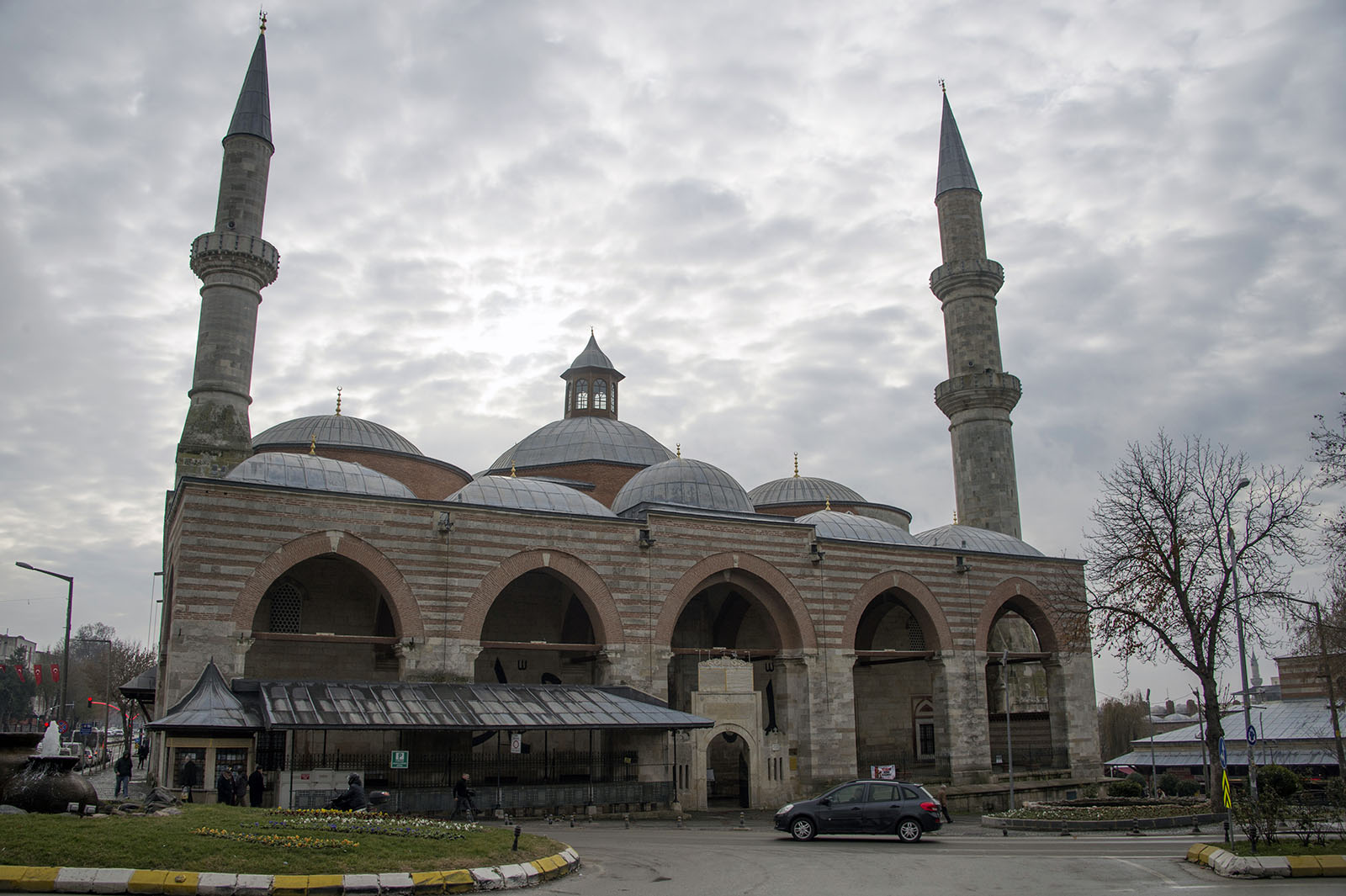
الجامع العتيق (إسكي جامع) في أدرنة، حيثُ أفتى المولى فخر الدين العجمي بِكُفر وزندقة الحُروفيين.

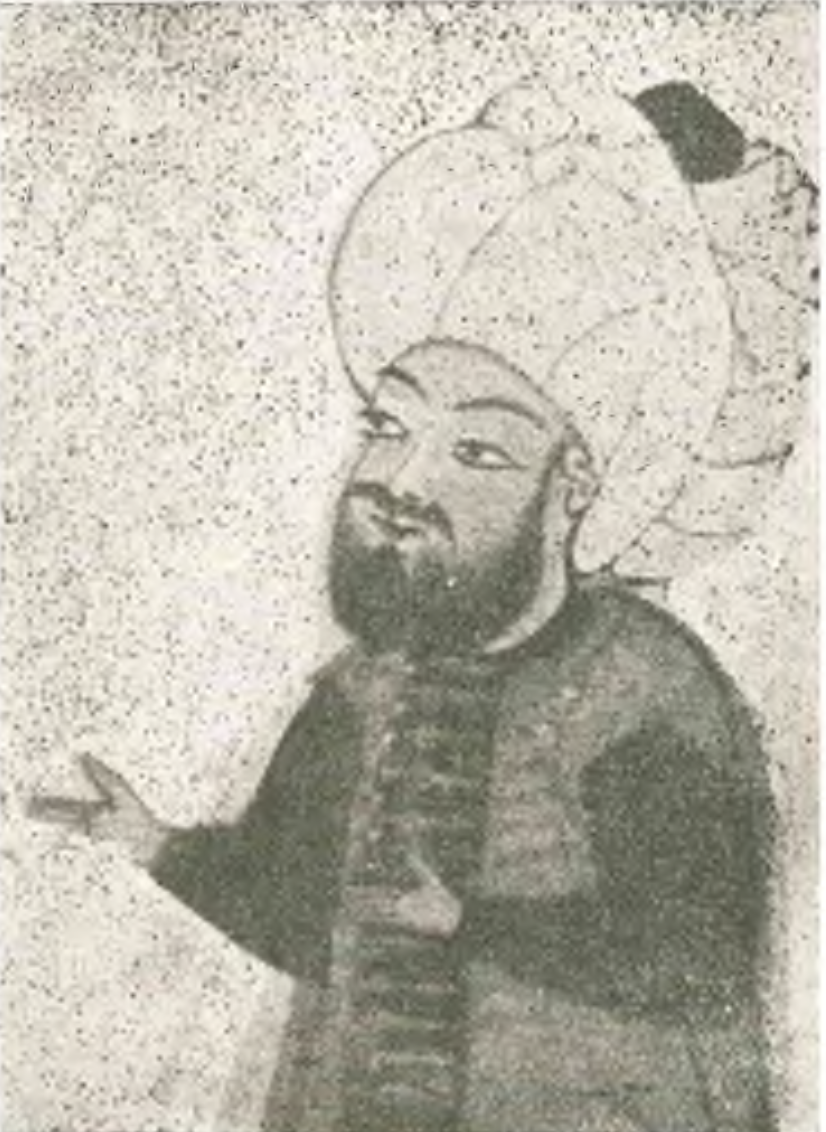
الوزير محمود باشا الصربي، أو محمود باشا الوليّ، الذي كان لهُ الدور الأساسي في كشف عقيدة الحُرُوفيَّة أمام المُفتي فخر الدين العجمي ثُمَّ السُلطان مُحمَّد الثاني، ممَّا أدَّى إلى رفع الغطاء السياسي السُلطاني عن هذه الطائفة والحُكم بِخُرُوج أتباعها عن الإسلام وضرورة استئصالهم.

حاول الحُرُوفيين استغلال حداثة سن السُلطان محمد الفاتح في سبيل تحقيق مآربهم، فخِلال الشُهُور القليلة التي تنازل فيها مُراد الثاني عن العرش ثُمَّ عاد لِدفع الأوروپيين، حاول بعض الحُرُوفيين، وفي مُقدمتهم الشيخ درويش الحُرُوفي، نيل خدمة السُلطان اليافع، فتقرَّبوا إليه وأظهروا لهُ بعض المعارف المُزخرفة. ولمَّا كان السُلطان مُحمَّد مُحبًا لِلحُكماء والأُدباء فقد قرَّب إليه هذا الشيخ وآواه مع أتباعه في السراي السُلطانيَّة بِأدرنة، لِيقف على حقيقة مذهبهم، وأكرمهم لِيسمع منهم تعاليمهم.
ولمَّا كانت مُعتقدات الحُروفيَّة تُخالف الأُسس الإسلاميَّة، وكان أتباع هذه الفرقة مُلاحقون مُنذ زمن السُلطان بايزيد الأوَّل لِلحيلولة دون نشرهم لِأباطيلهم، فقد اغتمَّ عددٌ من رجال الدولة الكبار الناضجين اغتمامًا كبيرًا، وكان في مُقدِّمتهم الوزير محمود باشا الصربي، والصدر الأعظم خليل باشا الجندرلي، ولم يقدرا أن يتكلَّما خوفًا من السُلطان، فاتَّجه محمود باشا إلى المُفتي فخر الدين العجمي واستشاره في الأمر، فأراد المُفتي أن يسمع من كلام الحُروفيين شيئًا قبل أن يُقرر بِشأنهم، فاختفى في بيت محمود باشا، الذي دعا الشيخ درويش الحُرُوفي وأتباعه إلى مأدُبة عشاءٍ وأظهر لهم أنه مال إلى مذهبهم. وخاض الشيخ درويش في حديثٍ طويلٍ وهو آمن، حتَّى وصل إلى القول بِالحُلُول والاتحاد، وقيل أنَّهُ تحدَّث بِحُلُول الله في الجميلات وأنَّ عبادتهُنَّ فرضٌ على الناس. عند ذلك خرج عليهم المُفتي فخر الدين غاضبًا مُزمجرًا يلعن الحُرُوفيين، فهرب الشيخ درويش إلى السراي السُلطانيَّة مُحتميًا بِالسُلطان مُحمَّد، لكنَّ المُفتي لحق به وقبض عليه في حُضُور السُلطان الشاب، الذي سكت استحياءً من العالم الكبير. وساق المُفتي العجمي شيخ الحُرُوفيين إلى المسجد الجامع حيثُ أمر المُؤذنون بِدعوة الناس، ولمَّا اجتمعت حُشُودهم، صعد المنبر وتحدَّث عن هذه الفرقة وحكم بِكُفر أتباعها وزندقتهم ووُجوب استئصال شأفتهم. أمام غضب المُفتي العارم، وبعدما تبيَّن لهُ سوء عمله، رفع السُلطان مُحمَّد حمايته عن الحُرُوفيين، فلاحقهم عامَّة الناس وقبضوا عليهم وساقوهم مع شيخهم إلى إحدى مُصلَّيات المدينة، وهُناك أُضرمت فيهم النيران. وبهذا قُضي على أغلب الحُرُوفيين، أمَّا من استطاع منهم الهرب والنجاة، فقد انضم إلى الطريقة القلندريَّة، ثُمَّ التحموا بِالبكطاشيَّة، وتركوا عليها أثرًا كبيرًا.